# Кирил Бъчваров
Кирил Бъчваров е български журналист и писател, автор на няколко книги за историята на Бургаския театър.

## Биография
Роден е на 24 август 1932 г. в гр. Бургас. Автор е на книгите „50 години Адриана Будевска“, „Бургаският драматичен театър“ (1982), „Единомишлениците или Погромът на Бургаския театър-1960“ (1996), „Скандални пиеси“ (2001).
Работи в ССУМОР – Бургас като учител, където ръководи и състав по художествено слово. С учениците издава вестник „Суморска искра“ и едновременно с това е кореспондент на софийския вестник „Учителско дело“ (след това във вестник „Аз-Буки“ – национален седмичник за образование и наука, чиято редакция се разделя с „Учителско дело“ и е самостоятелен вестник към МОМН). Вестникът е с каталожен № 78. След напускането на учителската професия работи в седмичника „Бургас днес“, а от 1987 г. до 2001 г. работи в културния отдел на в. „Бургас днес и утре“.
Умира в Бургас.